# Lucien Desvaux
Lucien Desvaux – francuski kierowca wyścigowy.

## Kariera
W swojej karierze wyścigowej Desvaux poświęcił się startom w wyścigach Grand Prix oraz w wyścigach samochodów sportowych. W latach 1923, 1925, 1927-1929 Francuz pojawiał się w stawce 24-godzinnego wyścigu Le Mans. W pierwszym sezonie startów odniósł zwycięstwo w klasie 1.1, a w klasyfikacji generalnej uplasował się na dwunastej pozycji. Cztery lata później ponownie był najlepszy, tym razem w klasie 1.5, plasując się jednocześnie na czwartym miejscu w końcowej klasyfikacji kierowców. W sezonie 1928 stanął na najniższym stopniu podium w klasie 1.1, a rok później był drugi w klasie 1.5.